# Clube Sociedade Esportiva
Clube Sociedade Esportiva (of kortweg CSE) is een Braziliaanse voetbalclub uit Palmeira dos Índios, in de staat Alagoas.

## Geschiedenis
De club werd op 21 juni 1947 officieel opgericht als Centro Social Esportivo, maar bestond eigenlijk al vanaf 1945. Vanaf 1966 nam de club deel aan het staatskampioenschap. In 1987 speelde de club de finale om de titel tegen CRB, maar verloor.
Op 7 mei 1997 werd de naam gewijzigd in Clube Sociedade Esportiva , dit om aan schuldeisers te ontsnappen, een jaar eerder was de club gedegradeerd. Van 2003 tot 2007 speelde de club opnieuw in de hoogste klasse. Na één jaar afwezigheid kon de club in 2009 opnieuw naar de elite terugkeren en speelde er nu tien seizoenen op rij tot een nieuwe degradatie volgde in 2018. Na één seizoen kon de club opnieuw promotie afdwingen. In 2023 won de club voor het eerst een prijs met de staatsbeker. 

## Erelijst
Copa Alagoas
2023